# MaDonal
Il MaDonal è un ristorante situato a Sulaymaniyah, Kurdistan iracheno. Assomiglia in maniera intenzionale a un locale della catena McDonald's, sia nell'aspetto che nel menu dove, per esempio, sono inclusi i "Big Macks." È uno delle due copie di McDonald's presenti nella città assieme al Matbax.
Il proprietario, Suleiman Qassab, è stato un combattente Peshmerga durante gli anni '70. Visse come rifugiato a Vienna, Austria, dove lavorò come cuoco al McDonald's. Negli anni '90, chiese dei permessi alla compagnia per creare un ristorante McDonald's in Iraq, ma gli non vennero concessi a causa delle sanzioni economiche imposte durante il regime di Saddam Hussein, impedito anche dall'economia pianificata che vigeva in Iraq.
In risposta, Qassab creò il MaDonal Restaurant, ancora in attività. Sin dalla sua fondazione, il Qassab ha offerto pasti gratuiti alle forze armate statunitensi, subito un attentato, ed è diventata una "celebrità kurda." Qassab spera un giorno di trasformare il suo ristorante in un vero McDonald's.
Il MaDonal è popolare tra i giovani di Sulaymaniyah e il ceto medio., rimanendo aperto anche durante il Ramadan.
Il sociologo George Ritzer vede il MaDonal come parte di un trend che incentiva la creazione di varianti regionali del McDonald's in molti paesi del mondo. Il giornalista Christopher Hitchens affermò di sentirsi "rassicurato" nel vedere segni di progresso come il MaDonal "in una atmosfera che soltanto pochi anni fa era molto pesante e miasmatica, con ancora il fumo dei gas velenosi."
Qassab è soltanto uno dei tanti ad aver fatto richiesta per aprire un McDonald’s in Iraq. Ciò potrebbe avvenire, poiché secondo una speculazione il McDonald's potrebbe intraprendere azioni legali contro il MaDonal. Tuttavia, il MaDonal per adesso è al sicuro, come ha scritto un giornalista: "La marea di richieste per aprire un McDonald's iracheno si è fermata velocemente così come è iniziata, e gli avvocati della compagnia non sono mai venuti a Sulaymaniyah."